# Сікора Веніамін Дмитрович
Сікора Веніамін Дмитрович (1 січня 1940 с. Посадів, Томашівський повіт, Люблінське воєводство, Польща — 10 серпня 2004) — український економіст та громадський діяч. Був одним з небагатьох експертів у колишньому Радянському Союзі та незалежній Україні із західних економічних теорій. Став одним із засновників Народного руху України. Протягом 90-х років та аж до 2004 року В. Сікора робив усе, що від нього залежало, щоби показати важливість забезпечення влади закону та сильної держави в економіці, пріоритету духовно-культурних цінностей над прагматичною наживою.
Доктор економічних наук (1986), професор (1988). Академік-засновник АН вищої школи України (1992).
Член Королівського економічного товариства (Лондон, 1997), Міжнародного товариства Йозефа Шумпетера (1997), Інституту політичної економії імені К. Поляни (1998).
Працював в Інституті міжнародних відносин Київського університету ім. Т. Г. Шевченка, та в Національній академії управління.

## Біографія
Народився майбутній академік Сікора Веніамін Дмитрович 1 січня 1940 року в селі Посадові Томашівського району Люблінської області. Батьки його були освічені люди. Веніамін виростав у селі Посадові, де з раннього дитинства захоплювався розповідями рідних про звитяжних українських лицарів, народними піснями, обрядами.
1944 року сім'ю Сікорів, у ході операції «Вісла», депортують із Холмщини до Перемишлян Львівської області, отже, другою батьківщиною вченого стає місто Перемишляни. Тут Веніамін 1 вересня 1946 року вступив до першого класу Перемишлянської середньої школи, брав участь у шкільному хорі, танцювальному гуртку. Посилено займався спортом, зокрема легкою атлетикою та футболом.
Батьки зауважили, що у сина є великі здібності, і вирішили після закінчення школи віддати його на навчання до університету. Веніамін теж мріяв про це. У 1946—1956 роках жити на Галичині було важко: голод, колективізація. Але в родині Сікорів, Веніамін був єдиною дитиною, і батьки доклали всіх зусиль, щоб вивести сина в люди. Батько Дмитро працював у торгівлі, мати Віра — домогосподарка, але й добра кравчиня — шила модні жіночі костюми. Саме щоденна наполеглива праця забезпечила родині Сікорів певний достаток. Тому Веніамін завжди одягався модно та зі смаком.
Веніаміну симпатизували ровесники, у нього завжди було багато друзів. Любили його за розум, веселу вдачу, товариськість, ввічливість. Про це у своїх спогадах згадує однокласник Михайло Женчук. Він розповідає: «Веніамін Сікора був середнього зросту, блондин, гарний з лиця, волосся кучеряве, мав атлетичну статуру. Був чемним у поведінці з друзями, давався любити».
За кілька років Сікора закінчує історичний факультет Львівського та економічний факультет Київського державних університетів, а далі — невтомна наукова, аналітична та публіцистична праця. Веніамін Дмитрович — аспірант Київського державного університету імені Тараса Шевченка, у 1970—1992 роках — доцент, професор Київського університету культури.  Згодом засновник Академії наук вищої школи України. Професор, дослідник університету Ватерлу (Канада), президент Української асоціації соціально-економічних досліджень, менеджменту та прогнозів. Провідний дослідник з економіки  комітету з проблем антикризових заходів і ринкової трансформації української економіки комісій Верховної Ради, член Центрального Правління Всеукраїнського товариства «Просвіта», радник Голови Національного банку України Віктора Ющенка та комісій ВР України, член Королівського економічного товариства Великої Британії, Європейської економічної асоціації, інших міжнародних об’єднань. Основні роботи — з теорії перехідних економік, сучасних міжнародних валютно-фінансових відносин, порівняльного аналізу економічних систем.
Помер 10 серпня 2004 року на 65-му році життя.

## Політична діяльність
Економіст Веніамін Сікора, у переломні для України часи кінця 1980-х, зробив свій громадянський вибір. Саме він вийшов від Народного руху України разом із його тодішнім головою Іваном Драчем на відкриту публічну дискусію на телебаченні із тодішнім секретарем ЦК КПУ Леонідом Кравчуком. У ті часи це був мужній крок.
Непростим став цей вибір для професора та доктора економіки, якому в ті часи можна було б жити цілком затишно. Однак не тією людиною він був. Бажання змінити долю України та наблизити українців до надбань цивілізації керували ним ще тоді, коли він молодим студентом, а згодом аспірантом, вивчив не одну іноземну мову і місяцями сидів у спецфондах, опановуючи «буржуазні» економічні теорії. На основі літератури московських спецфондів він написав оригінальну, як на ті часи, дисертацію з питань критики буржуазних (західних) тлумачень соціалістичної та капіталістичної економік у теоріях «індустріального суспільства», яку 1969 року захистив у Києві.
Оскільки він був одним з небагатьох експертів у Радянському Союзі із західних економічних теорій, у середині 1970-х йому доручили керувати групою провідних економістів під егідою міжнародного відділу ЦК КПРС, що розробляла теорію переходу від соціалізму до капіталізму в СРСР на основі світових досягнень економічної науки. Згодом він керував спеціальною місією в Швеції. У багатьох наукових та партійних кадрів тогочасної радянської України така співпраця викликала просто подив, заздрість і нерозуміння.
Вже на початку 1990 року він був першим українським економістом, якого запросили до США і Канади і котрий міг однією мовою (без перекладачів) розмовляти з провідними політиками та економістами. Його кількамісячна поїздка та виступи у провідних університетах США і Канади, в тому числі Гарвардському університеті, дала змогу чільним політикам та економістам світового масштабу, українській діаспорі краще зрозуміти те, що відбувалося в тогочасній Україні та чого хотіли в ті буремні часи українці.  
Результатами поїздки стала відомий на той час допис В. Сікори в провідному американському науковому виданні «Гарвард Інтернешнал Ревю» та переклад  українською мовою з його передмовою, книжки-бестселера професора Гарвардського університету Я. Корнаї «Шлях до вільної економіки». З особливою теплотою Веніамін Сікора згадував зустрічі із українською діаспорою, зокрема із професором Іваном Яворським.
Після повернення з Канади та США в 1990 році Веніаміна Сікору як відомого економіста, запросили взяти участь у підготовці Програми переходу України до ринку, що розроблялася урядом Фокіна та Комісією з економічних реформ Верховної Ради України. «Сумно було спостерігати, — згадував професор, — як наші вчені розпитували іноземних про деякі прості речі, що їх знають студенти на Заході з підручників макро- і мікроекономіки». Згодом у газеті «Молодь України» (23.10.1990 р.) він опублікував власний скорочений проєкт програми перебудови економіки України. Тоді деякі журналісти образно називали його «українським Явлінським», котрий просував ринкові економічні реформи у Російській Федерації.
Програма В. Сікори окреслювала тодішній стан економічної науки і практику реформ у Польщі. За ідеологією вона була неоліберальною. Втім Веніамін Сікора згадував, що вже тоді зрозумів, яку загрозу Україні несе із собою ця ідеологія, і вніс в неї амортизатори та стабілізатори, які могли значно знизити її негативні прояви. Під основними стабілізаторами неоліберальної ідеології він вважав незалежну сильну державу, що забезпечує владу закону в економіці та гарантування певного набору духовно-культурних цінностей. У програмі, наскільки це можливо, неолібералізм був пристосований до тодішніх умов України, яка йшла до незалежності.
Розроблену цілісну економічну програму запропонував Веніамін Сікора тодішньому керівництву Народного руху. Однак тодішній Рух прийняв догматичні неоліберальні погляди, які можливо на той час вже втратили навіть пропагандистське значення. Згодом Рух підтримав беззастережний неоліберальний підхід, що, напевно, разом із низкою несприятливих політичних чинників підірвав економічні позиції тих, хто був соціальною та електоральною базою Народного руху як політичної сили. Врешті-решт це призвело до політичної поразки Руху перед номенклатурними силами, що зуміли пристосуватися до нових економічних умов. Також це призвело до посилення мафіозно-тіньових сил, які, вміло використовуючи неоліберальну риторику, пройшли етап «дикого» первісного накопичення капіталу та забезпечили його легалізацію, перетворившись наприкінці 90-х років на могутні клани, які стали безпосередньо впливати на політичне та культурне життя України.
У наукових працях та в громадсько-політичному житті протягом 90-х років та аж до 2004 року В. Сікора робив усе, що від нього залежало, щоби показати важливість забезпечення влади закону та сильної держави в економіці, пріоритету духовно-культурних цінностей над прагматичною наживою. Зокрема потрібно відзначити висунуті і пропаговані ним концепції «соціального капіталу» та інші теоретичні висновки з досвіду економічних реформ різних країн світу. Численні публікації, як у наукових, так і в публіцистичних виданнях, виступи на радіо і телебаченні в період з 1990 по 2004 рік — яскраве підтвердження відданості В. Сікори його науковій та громадянській позиціям.

## Жити в Україні, не озираючись на Москву
Важливою цінністю для Веніаміна Сікори було духовно-культурне відродження українців, їхньої мови та культури. Українська мова як основа життєдіяльності та самовизначення українців була для нього цінністю, яка не підлягала сумнівам і постійно підтримувалася протягом усього життя. Це проявлялося як у викладанні українською мовою у вишах, так і в його публічній політичній та громадянській позиціях.
Зокрема у 1989—1991 роках професор Київського інституту культури Веніамін Сікора був ініціатором реформування та українізації процесу викладання в інституті. З його ініціативи та за підтримки професора Г. Шевчука 15 професорів та доцентів звернулися до ректора Цибуляка з листом із вимогою змін. Коли на знак протесту проти зросійщення викладання в Інституті культури застрайкували студенти вишу, їх беззастережно підтримали викладачі Байко та Сікора, а також голова Комісії Верховної Ради Л. Танюк. Для професора Веніаміна Сікори такий прояв його громадянської позиції скінчився тим, що за вказівкою тодішнього ректора Цибуляка йому не подовжили контракт на посаді професора, чим змусили покинути інститут. Студенти та частина прогресивно налаштованих викладачів хотіли бачити В. Сікору ректором інституту, однак, як згадує теперішній ректор Університету культури та мистецтв та згодом народний депутат України Михайло Поплавський у власній книзі «Ректор» (1997 р. видання), бунтівного професора Сікору змусили залишити інститут.
З утворенням незалежної України, 1992 року Веніамін Сікора був запрошений до Інституту міжнародних відносин Київського національного університету імені Тараса Шевченка на посаду професора кафедри міжнародних економічних відносин. В. Сікора згадував, що він мріяв створити окрему кафедру міжнародних валютно-фінансових відносин в інституті. Його ініціативу підтримували тодішній голова Національного банку України Віктор Ющенко та низка інших політиків та науковців. Однак цій його мрії так і не судилося здійснитись.
Важливою подією в економічному та політичному житті України стала організована Веніаміном Сікорою в грудні 1994 року під егідою Голови Верховної Ради України, міжнародна конференція з проблем економічних трансформацій, на яку за запрошенням В. Сікори зібралося понад 20 економістів зі світовим ім’ям (Я. Корнаї, Т. Ковалік та інші відомі фахівці).
Свідченням визнання наукових досягнень Веніаміна Сікори стало його запрошення 1994 року до Великої Британії. Він став першим з України гостем-дослідником Британської Академії наук на запрошення британських академіків. Читав лекції в Університеті Глазго та Лондонському університеті.
Період 1990—2004 років життя В. Сікори позначився жвавою науковою та творчою діяльністю з вироблення українського шляху розвитку, цілісної програми економічного розвитку незалежної України. Його наукові розробки та дописи стали відомими не лише в Україні, а й далеко за її межами. Зокрема відомі публікації в журналі «Гарвард Інтернешнал Ревю» в 1990 році, журналі «Трансишен» Світового Банку, українських наукових виданнях та в пресі, численні виступи на міжнародних конференціях, цикл передач на 1-му каналі Українського радіо.
З 2000 року Веніамін Сікора був професором Національної академії управління та директором Інституту міжнародної економіки, фінансів та цивілізацій Національної академії управління та Української асоціації соціально-економічних досліджень, менеджменту та прогнозування. Останнім його масштабним у науковому сенсі проєктом стало проведення представницької міжнародної наукової конференції «Політична економія розвитку перехідних суспільств (глобалізація та економічна система України)», що відбулася 15 листопада 2003 року в м. Києві в Національній академії управління.
Веніамін Сікора був засновником та академіком Академії наук Вищої школи України. В різні часи був радником голови Національного банку України, голови та комісій Верховної Ради України.
На міжнародному рівні свідченням визнання авторитету Веніаміна Сікори як економіста було його членство в Королівському економічному товаристві (Британія), Європейській економічній асоціації, Європейській асоціації еволюційної політичної економії, Європейській асоціації порівняльних економічних систем й інших міжнародних наукових товариствах та асоціаціях.
В. Сікора був автором понад 200 монографій, статей та інших публікацій в Україні, Російській Федерації, США, Канаді, Швеції, Польщі, Хорватії, Німеччині та інших країнах. Основні роботи — з теорії перехідних економік, сучасних міжнародних валютно-фінансових відносин,  порівняльного аналізу економічних систем. Він був чи не єдиним в Україні економістом, що регулярно відстежував події у глобальному економічному науковому житті, часто його запрошували як доповідача на численні міжнародні економічні конференції в США, Данії, Словенії, Німеччині, Угорщині, Хорватії, Греції, Польщі, Великій Британії та інших країнах.
«Знання іноземних мов є кроком до європейськості українців», — говорив Веніамін Сікора. Він вважав, що Україна стане дійсно європейською, незалежною, демократичною та українською державою, якщо українці відкриватимуть для себе новітні здобутки цивілізації напряму, з мов оригіналу, а не через посередництво Москви та з перекладів на російську мову. Це, на його думку, дало б змогу українцям позбутися вторинності, духовного рабства, духу «гомо совєтікус», говорити з іншими народами без вимушеного, історичного посередництва російської мови. Як він казав, глибокі знання іноземних мов, культур та економічних систем, зв'язки в міжнародній спільноті допоможуть українцям жити і формувати власну мудрість, власну державу і, врешті-решт, жити в Україні, не озираючись на Москву. Сам В. Сікора володів англійською, німецькою, шведською, французькою та низкою слов’янських мов.
Веніамін Сікора любив підкреслювати вирішальну роль людського капіталу, знань, які не мають кордонів і в розумних руках стають матеріальною силою, що є надзвичайно важливою для українців в умовах сучасної глобальної цивілізації.
«Українцям потрібно брати від людства більше, ніж доводиться віддавати», — любив він повторювати.

## Праці
Величезним є науковий доробок вченого В. Сікори – понад 160 праць, зокрема 5 монографій.

## Спогади сучасників про Веніаміна Сікору
- Іван Драч, Герой України, колишній перший голова Народного Руху України, поет: «Я віддавна шанував Веніаміна Сікору, але найбільше я його став шанувати від часу започаткування Народного Руху України. Коли говорив професор Сікора, я слухав його, бо знав, що за ним стоїть. А за ним стояли глибокі знання та любов до України. Схиляюся перед пам'яттю Веніаміна Сікори»[2].
- Зіновій Мельник, доктор економіки, професор, декан Емертус фінансового відділення Синсинатського університету (США):«Професор Веніамін Сікора був визначним та широко знаним не тільки в Україні, а і в багатьох країнах науковцем-економістом. Професор Сікора — це не лише визначна наукова постать. Понад усе, він великий та щирий український патріот, співзасновник Руху, принциповий пропагандист і оборонець української справи на різних наукових з'їздах, конференціях, зустрічах в Канаді, Англії, Польщі, США та інших країнах»[2].
- Ярема Гоян, український прозаїк, головний редактор видавництва «Веселка»: «Не стало прекрасного подвижника української справи, видатного вченого, академіка, справжнього українця. Він зробив дуже багато для України, української мови»[2].

## Вшанування
На фасаді будинку школи, де навчався Веніамін Сікора, встановлена меморіальна таблиця. Також на його честь названа вулиця у Перемишлянах.